# Dendrobium woluense
Dendrobium woluense är en orkidéart som beskrevs av Johannes Jacobus Smith. Dendrobium woluense ingår i släktet Dendrobium och familjen orkidéer. Inga underarter finns listade i Catalogue of Life.